# اچ‌ام‌اس تالاورا (۱۸۱۸)
اچ‌ام‌اس تالاورا (۱۸۱۸) (به انگلیسی: HMS Talavera (1818)) یک کشتی بود که طول آن ۱۷۴ فوت (۵۳ متر) بود. این کشتی در سال ۱۸۱۸ ساخته شد.